# デリー・クィア・プライド・パレード
デリー・クィア・プライド・パレードは、2008年から、毎年11月の最終日曜日にインドのデリーで開催されるプライド・パレード。主催はデリー・クィア・プライド実行委員会。このイベントは、レズビアン・ゲイ・バイセクシュアル・トランスジェンダーなどのLGBTQ+コミュニティ全体とアライを称え祝福するためのもので、多くの場合はバラクハンバ通りからトルストイ・マルグを経てジャンタル・マンタルまで行進する。
2008年、デリーの中心街に数百人が集まり、初めてプライド・パレードを行った。このパレードはコミュニティの資金提供によって行われ、インド刑法377条（後に廃止）を問題化する運動として発展した。インド刑法377条とは、1861年のイギリス植民地時代に制定された、同性間の性行為を処罰するソドミー法の一つである。
デリー・クィア・プライドは、独立組織によって運営されており、コミュニティの資金で賄われ、企業のスポンサーは拒否してきた。これによって平等な権利・プライバシー・自由に焦点を当て、独自の集団の活動を継続することが可能となる。この組織は不可触民・障害者の権利やフェミニズム運動も支持している。

## 歴史

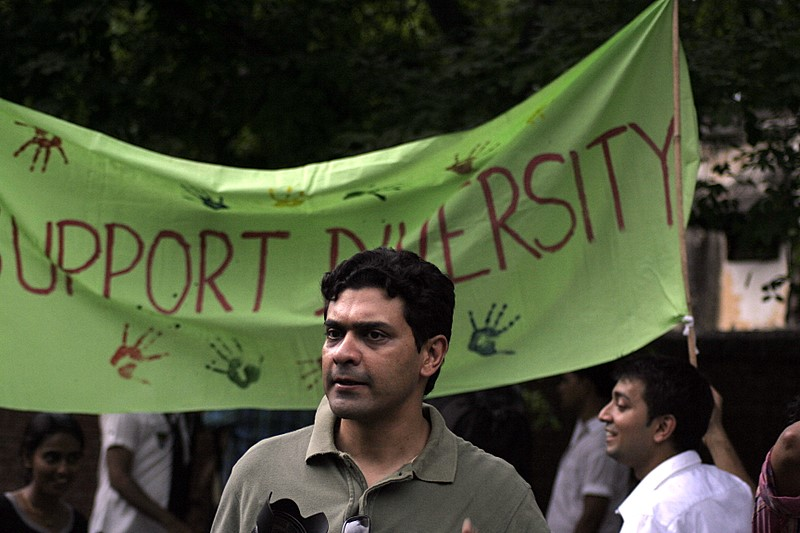
初回のデリー・クィア・プライド・パレード。

### デリーでの最初のプライド・パレード（2008年）
デリーで最初のクィア・プライド・マーチは2008年6月30日に開催された。開始当初の参加者はほんの少数で、警察も現場にいたが、夕方までには約500人が集まり、歌い、踊り、スローガンを叫び、「377、インドで終わる」と叫びプラカードを掲げた。
初のパレードには500人の参加者が集まり、彼らは虹色の旗と「Queer Dilliwalla（デリーに住むクィア）」のバナーを掲げて、バングラビートに乗って行進した。パレードは都市のビジネス街の中心であるバラクハンバ通りから始まり、ジャンタル・マンタルまで続いた。

### 2009年
第2回デリー・クィア・プライドは2009年6月28日に開催され、2000人以上が参加した。クィアの活動家で、主なイベントの主催者であるレスリー・A・エステヴェスによると、パレートの準備期間は2か月ほどであった。

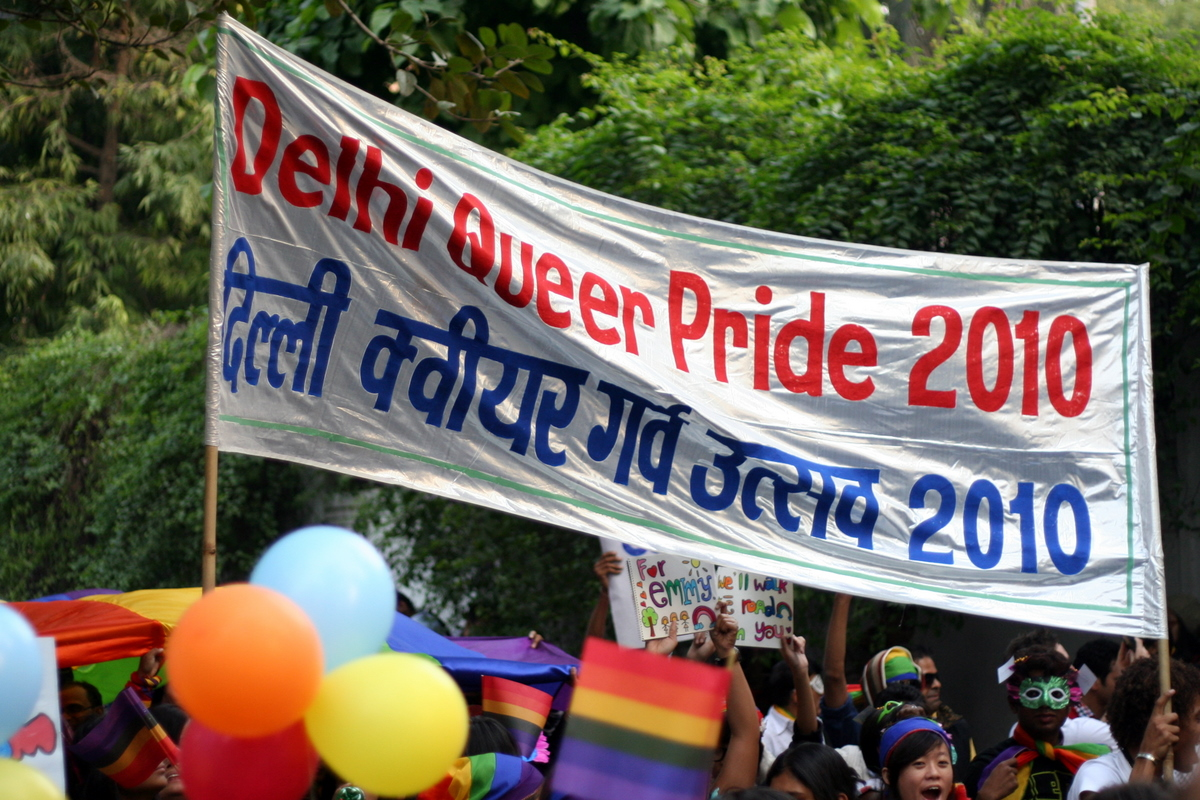
2010年のデリー・クィア・プライド・パレードのバナー。

### 2010年
第3回デリー・クィア・プライドは2010年11月28日に開催された。3500人以上が参加し、LGBTコミュニティの家族も含まれていた。このプライド・パレードは、2009年7月2日にナーズ財団が提起した公益訴訟によるインド刑法377条の廃止を祝福するものであった。

### 2011年
第4回デリー・クィア・プライドは2011年11月27日に開催された。パレードはジャンタル・マンタルまで続き、「LGBTの権利に関する要求憲章」の朗読が行われた。また、最近のナンド・ナグリーでの火災の悲劇で亡くなった人々への2分間の黙祷が捧げられた。

### 2012年
第5回デリー・クィア・プライドは2012年11月25日に開催され、その後インド門の近くでピクニックが行われた。この年のパレードのテーマは「ジェンダーの多様性とアイデンティティ・表現」であった。

### 2013年
第6回デリー・クィア・プライドは2013年11月24日に開催された。約700人がバラクハンバ通りからジャンタル・マンタルまで行進した。この年、主催者のモーニシュ・マルホートラに注目する記事が数多く掲載された。

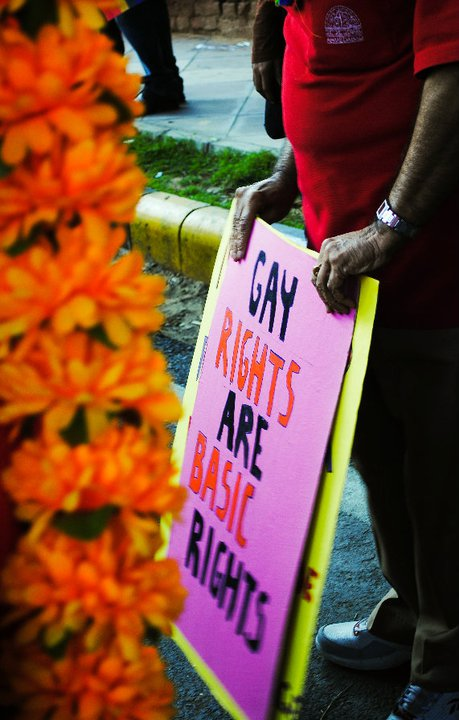
同性愛者の権利は基本の権利と書かれたバナー。

### 2014年
第7回デリー・クィア・プライドは2014年11月30日に開催された。これは、インド最高裁判所が刑法377条を復活させた後の、最初のプライド・パレードである。参加者は「後戻りしない」というテーマを掲げ、約700人が刑法377条に抗議しながら踊り歩いた。

### 2015年
第8回デリー・クィア・プライドは2015年11月29日に開催され、午後2時にトルストイ・マルグから開始した。パレードには、LGBTQIA+コミュニティとその支援者が数百人参加し、バラクハンバ通りからジャンタル・マンタルまでの2kmを歩き、さまざまなパフォーマンスが行われた。この年の声明は、刑法377条からの自由だけではなく、あらゆる社会的不正からの自由を訴えるものである。

### 2016年
第9回デリー・クィア・プライドは2016年11月27日に開催され、バラクハンバ通りからトルストイ・マルグまで行進した。参加者は800〜1000人にのぼった。LGBTQIA+コミュニティのメンバーや友人、家族がプラカード・マスク・コスチュームを持って参加した。この年のパレードでは、不可触民・ムスリム・女性・障害者・カシミール人・北東インドの人々・インド先住民・学者・映画制作者・学生の自由と連帯が訴えられた。

### 2017年
第10回クィア・プライド・パレードは、2017年11月12日にバラクハンバ通りからジャンタル・マンタルまで行われた。数百人が集まってLGBTQ+コミュニティの支援と刑法377条の廃止を訴えた。また、マイノリティに対する暴力を犯罪として処罰するヘイトクライム法の整備や、カルナータカ警察法36条とハイデラバード・ユヌック法（ヒジュラー・トランスジェンダーの権利を制限する法）の廃止、また性別を問わずすべての性暴力被害者を救済するように強姦法を修正することを訴えた。

### 2018年
2018年11月25日、第11回デリー・クィア・プライドが開催された。この年は、インド最高裁判所が刑法377条を改正し、同性愛を非犯罪化してから最初のパレードである。パレードは熱気に満ち、5000人以上が参加した。

### 2019年

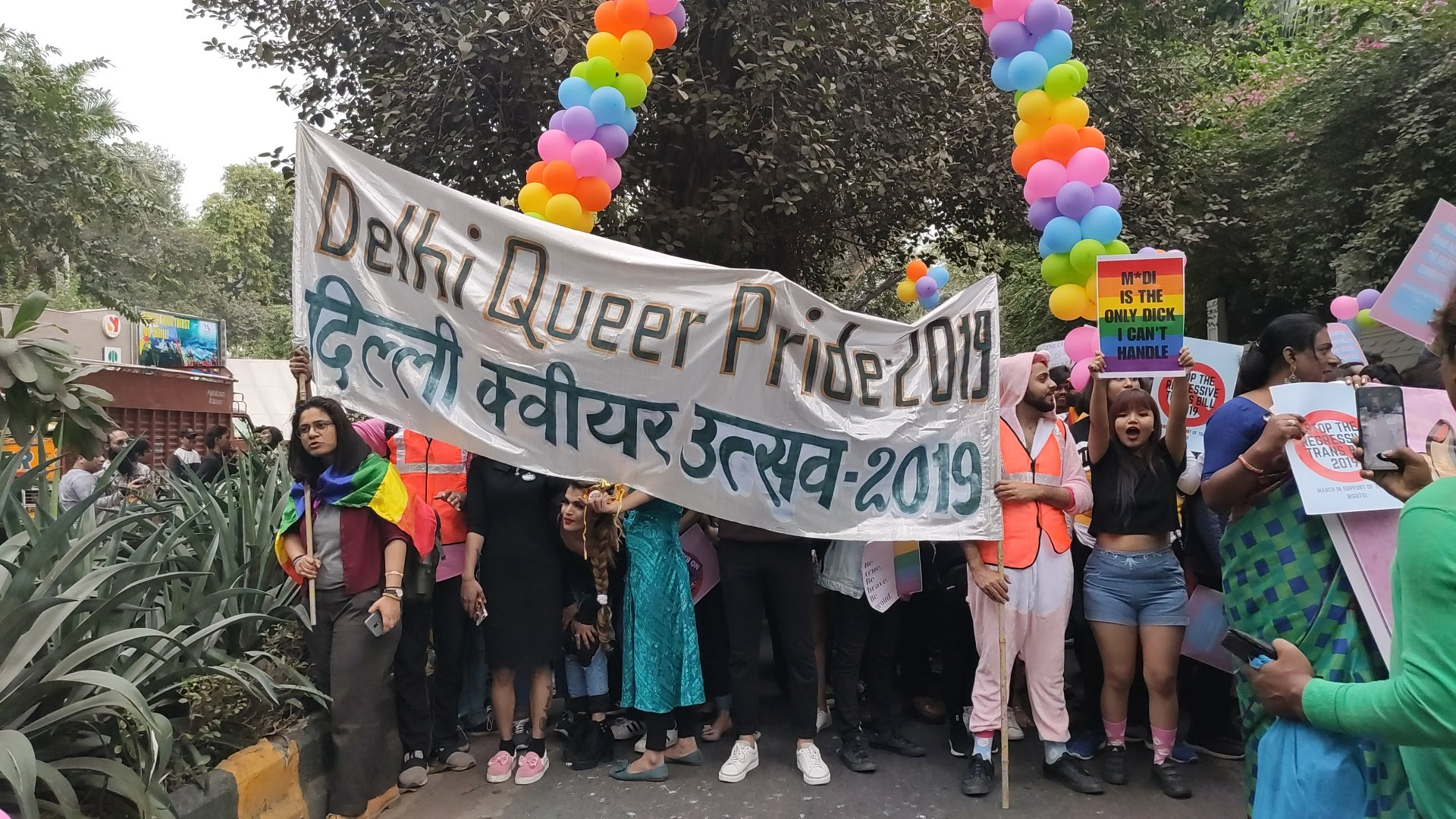
2019年のデリー・クィア・プライド・パレード。

2019年11月24日、第12回デリー・クィア・プライド・パレードが開催され、1000人以上が参加した。

### 2020年–2021年
2020年と2021年のデリー・クィア・プライド・パレードはCOVID-19の影響で中止された。

### 2022年–2023年
第13回デリー・プライド・パレードは、選挙や許可の遅延によって延期され、2023年1月9日に開催された。新型コロナウイルス流行後、初めての対面型でのパレードで、バラクハンバ通り駅からジャンタル・マンタルまで行進した。当時は同性婚の法を求める裁判が進行中で、このパレードでも同性婚の成立が強く訴えられた。参加者数は約1万2000人と大幅に増加した。

### 2023年–2024年

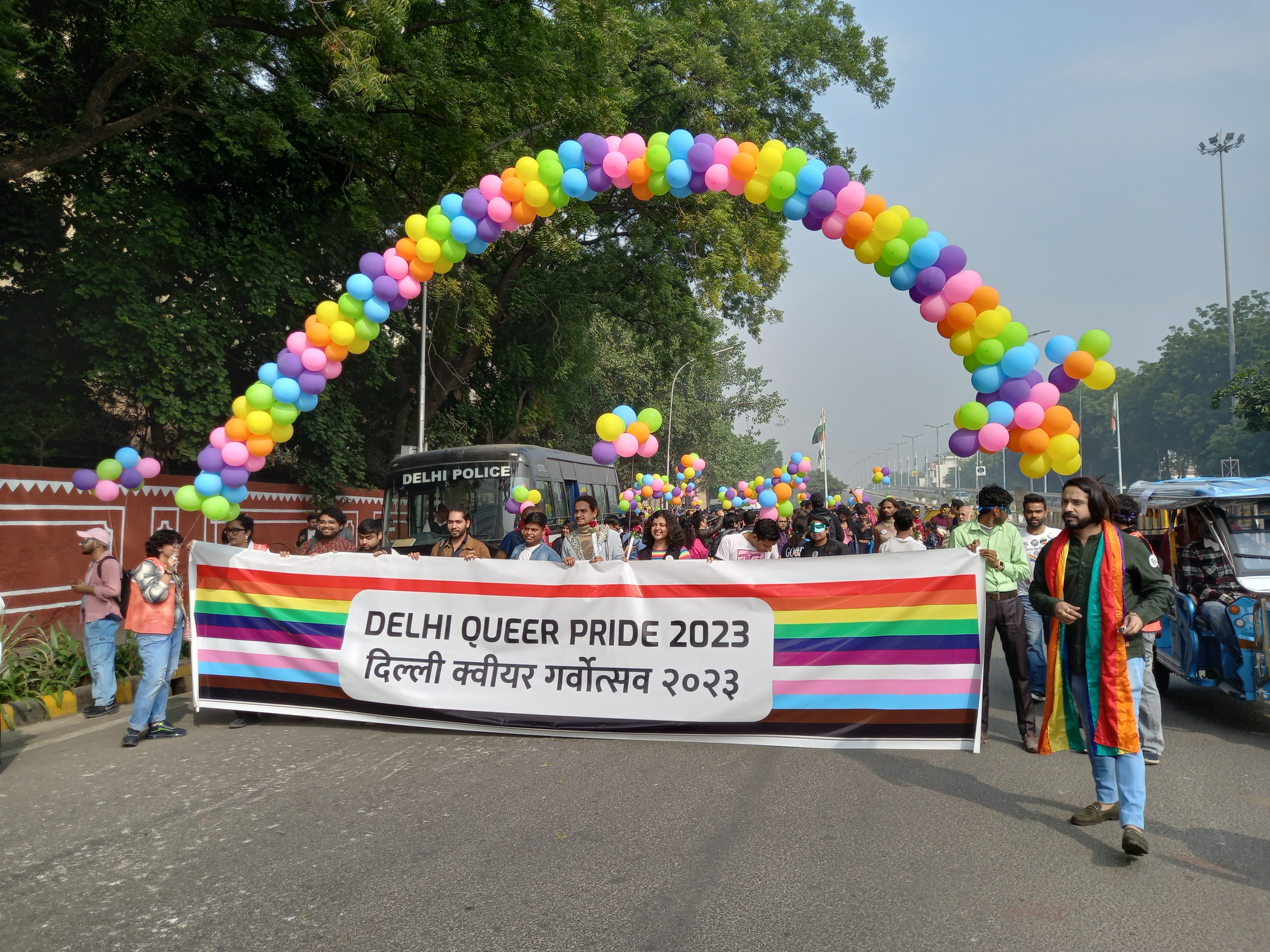
2023年のデリー・クィア・プライド・パレード。

2023年のデリー・クィア・プライド・パレードは、11月26日、バラクハンバ通りからジャンタル・マンタルまで行進した。約1500人が参加した。性の多様性が強調され、同性婚の権利を訴えた。インドで同性婚制度の導入は長らく足踏みしており、LGBTQ+コミュニティに失望を与えていたため、この点に対する抗議が特に盛んとなった 。参加者たちは希望を失っておらず、同性愛者の親たちも一緒に行進し、コミュニティへの支援を呼びかけた。